# Milton Rosmer
Pour les articles homonymes, voir Rosmer.
Milton Rosmer est un acteur, réalisateur, producteur et scénariste britannique (4 novembre 1881 - 7 décembre 1971) qui se produisit tant au théâtre contemporain (Shaw, John Galsworthy et Ibsen) que classique (Shakespeare). Sa première apparition sur scène remonte à 1899 où on a pu le voir dans Don Quixote. Il participa à une tournée de Everyman aux États-Unis et se produisit au Gaiety Theater à Manchester. Il dirigea la compagnie de Stratford-on-Avon Memorial durant la saison de 1943-44 et apparut dans un grand nombre de films, principalement à l'époque du muet notamment dans les versions muettes de Lorna Doone et de Wuthering Heights.

## Filmographie
- 1921 : La Parure (The Diamond Necklace)